# 宗鉞
宗鉞（1457年—？），字廷威，直隸常州府宜興縣人，民籍，明朝政治人物。進士出身。

## 生平
早年出身國子生，成化十年（1474年）甲午科應天府鄉試第九十九名。成化十四年（1478年）戊戌科會試第二百九十六名，殿試登進士第二甲第一百零二名。

## 家族
曾祖父宗仲可。祖父宗友源。父亲宗琳。母崔氏。严侍下。娶潘氏。